# Музей истории Еревана
Музей истории Еревана (арм. Երևանի Պատմության Թանգարան) — исторический музей, расположенный в центральной части Еревана, столицы Армении, в одном здании с городской мэрией.

## История
Открытый в 1931 году в двух комнатах на втором этаже Ереванского пожарного депо, музей, будучи закреплённым за коммунальным отделом Ереванского городского совета, был назван Коммунальным музеем (арм. Կոմունալ թանգարան). В 1936 году он был переименован в Музей истории Еревана и перемещён в Голубую мечеть, где функционировал на протяжении 56 лет. В 1994 году коллекция разместилась в бывшей женской гимназии Святой Рипсимэ, с 1997 года — в средней школе № 1 Еревана, названной в честь революционера и политика Степана Шаумяна, и лишь в 2005 году обрела окончательное пристанище, заняв левое крыло нового здания Ереванского горсовета.

## Экспонаты
В музее представлено более 94 тысяч экспонатов, иллюстрирующих жизнь города и его жителей с древних времён до наших дней: археологические, этнографические, нумизматические, картины, скульптуры, письма, книги, фотографии, предметы техники и быта.

## Научный совет
При музее создан научный совет, члены которого — крупнейшие мыслители и искусствоведы своего времени: архитекторы Александр Таманян, Торос Тороманян, Николай Буниатян, Микаэл Мазманян, художники Мартирос Сарьян, Гагик Гюрджян, Тарагрос, скульптор Ара Сарксян, учёные Степан Лисицян, Ерванд Шахазиз, Сергей Бархударян, Бабкен Аракелян и другие деятели науки и искусства.

## Галерея

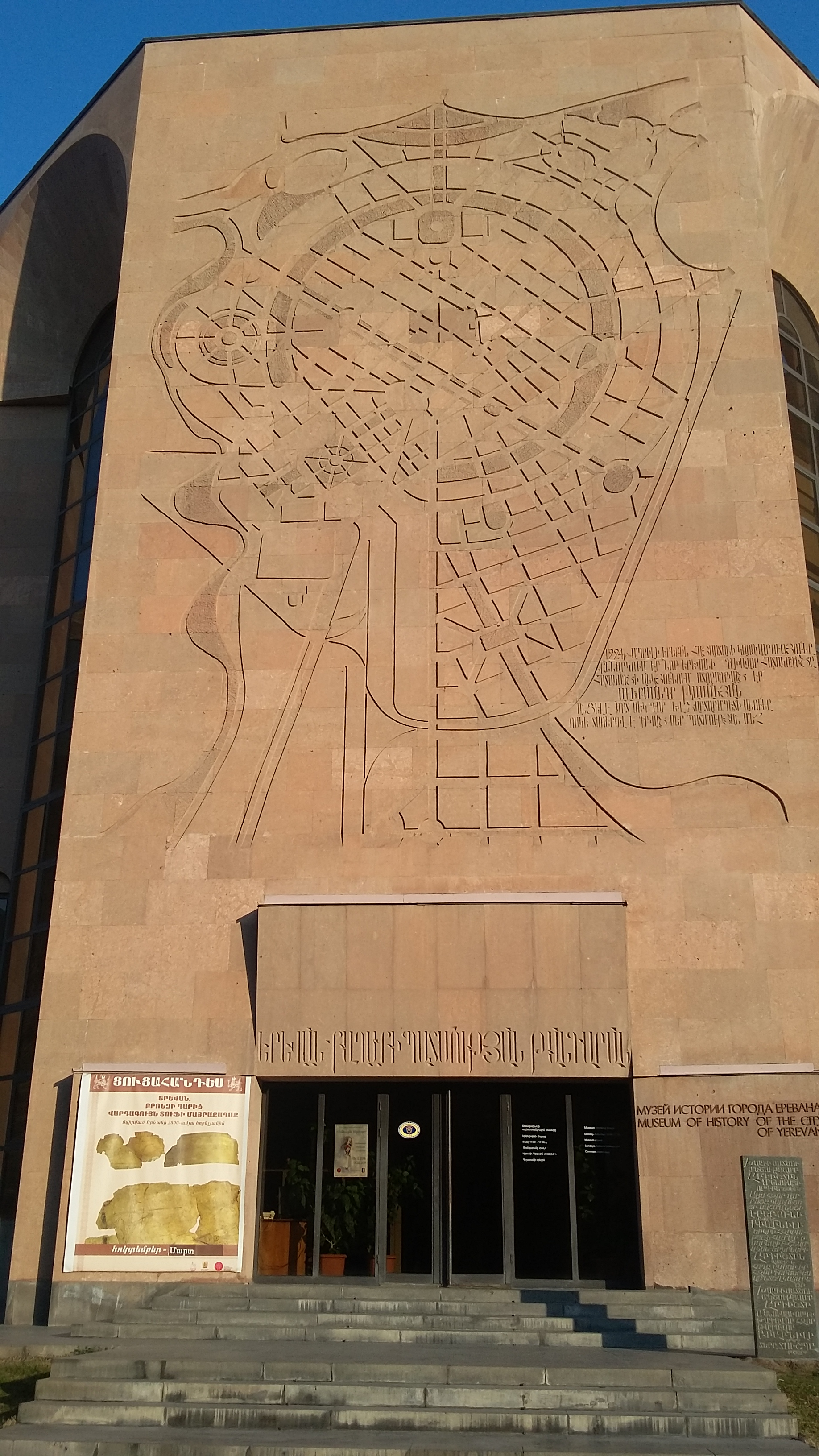
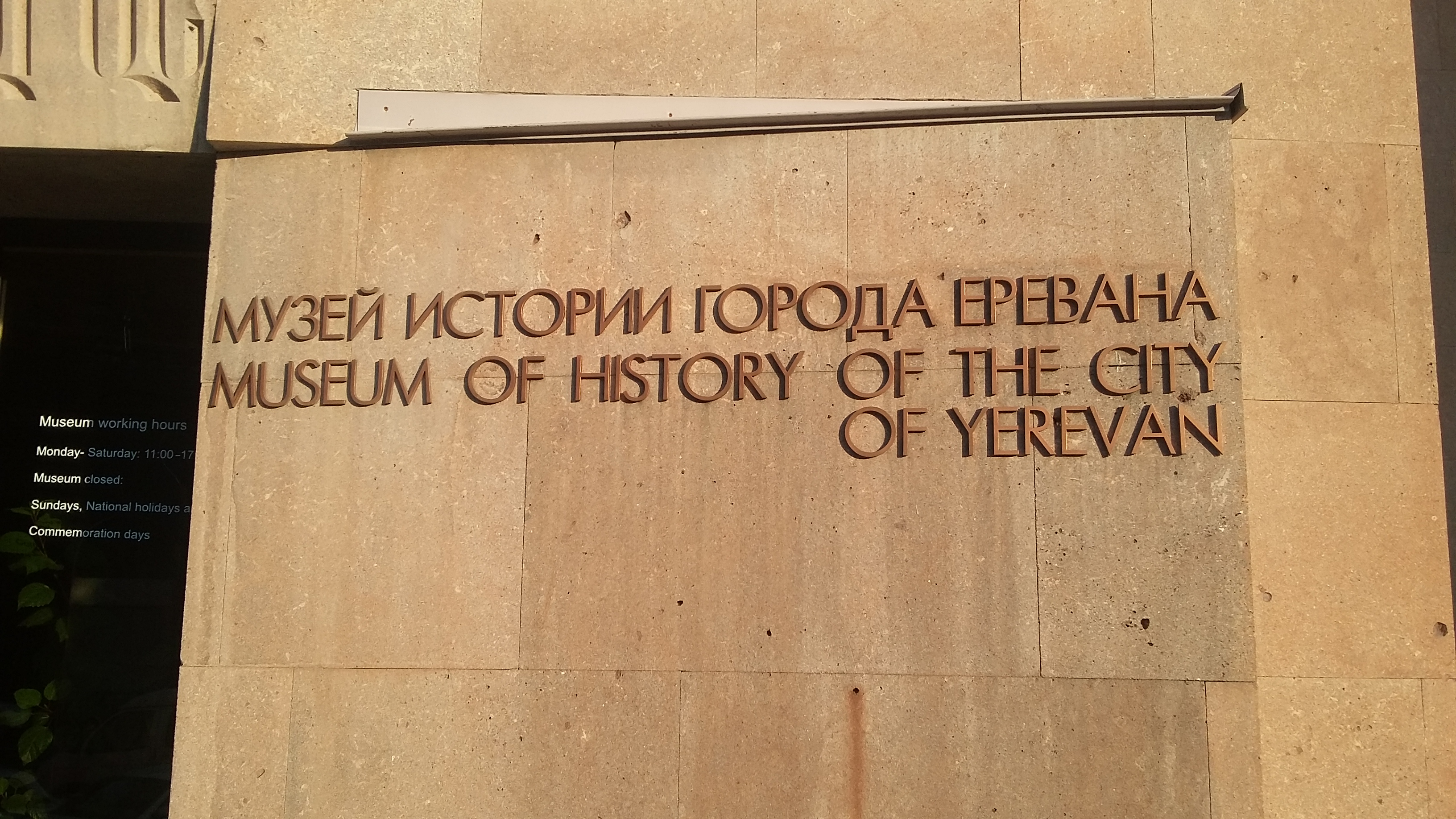
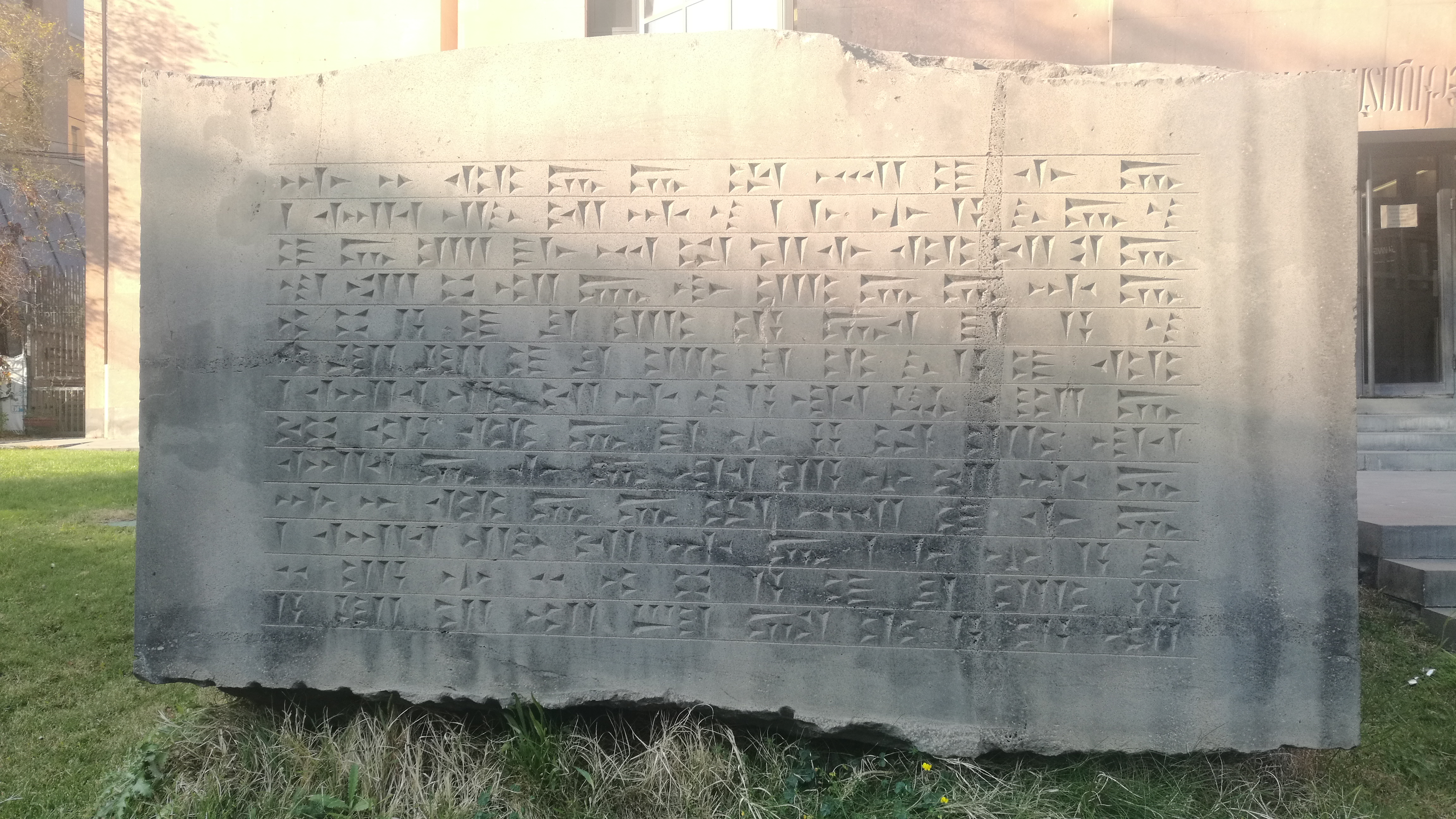
Клинописной свидетельство о постройке крепости Эребуни (копия. 1968)
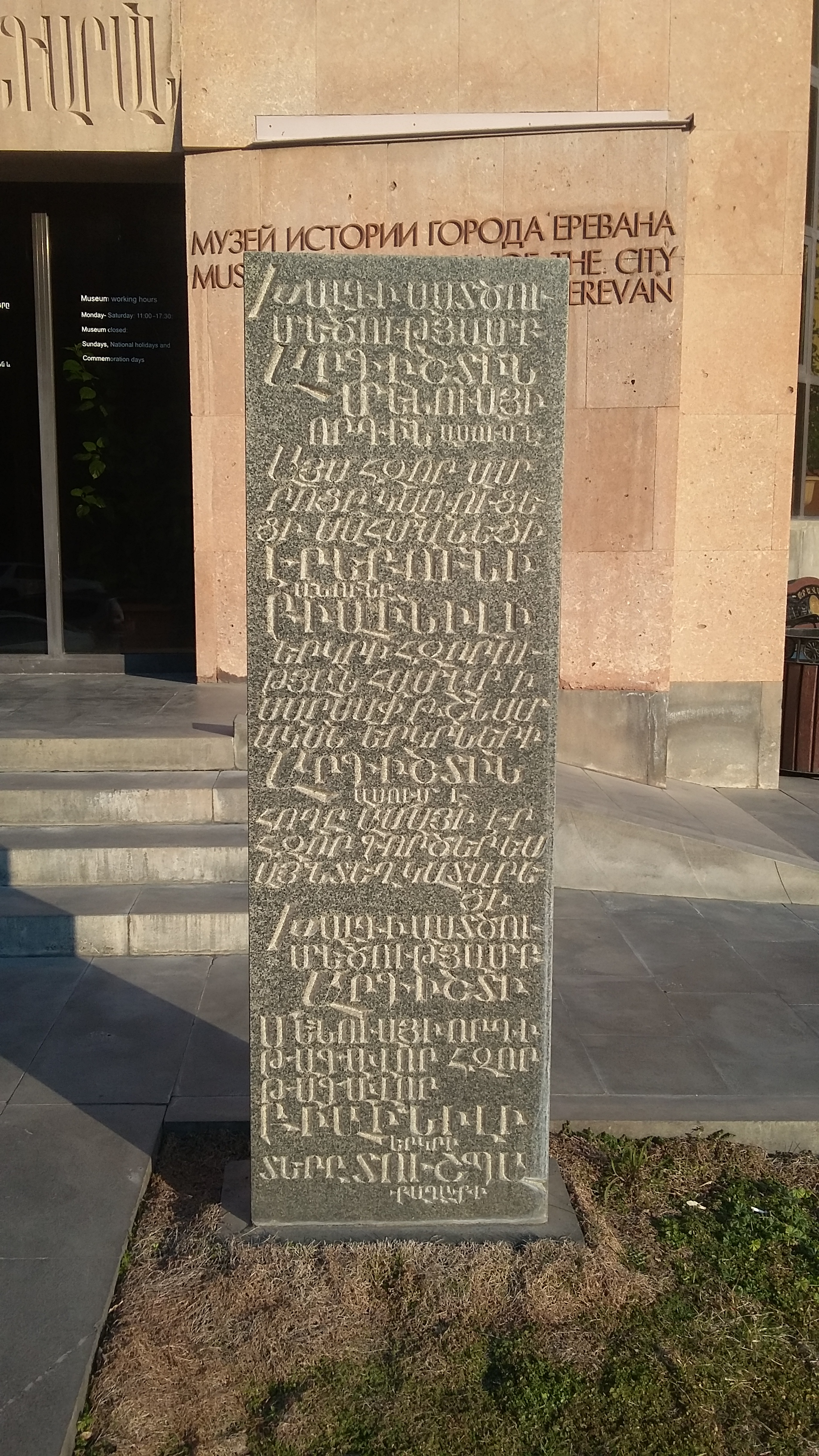
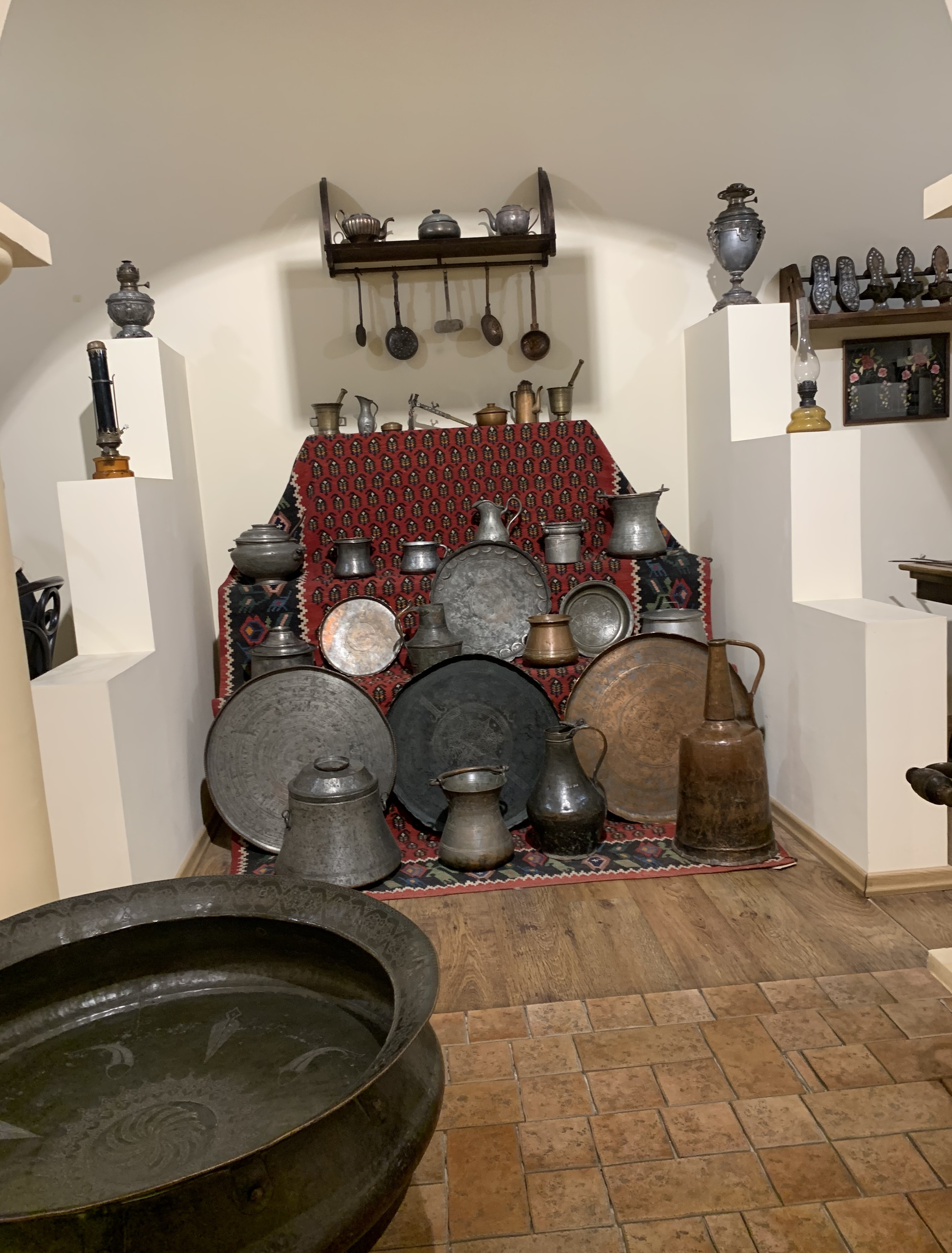
Инвентарь XIX-XX веков
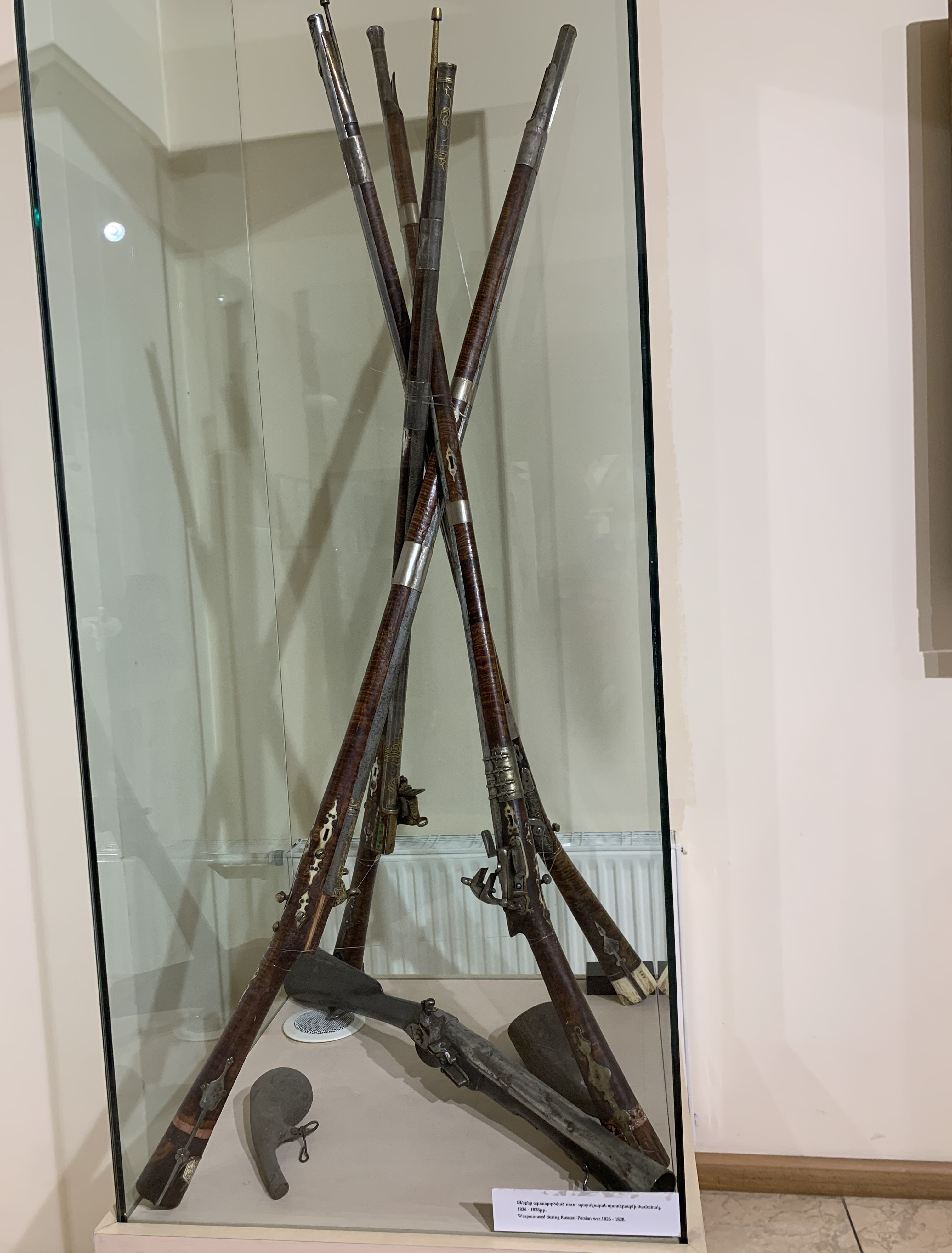
Оружие, используемое во время Русско-персидских войн
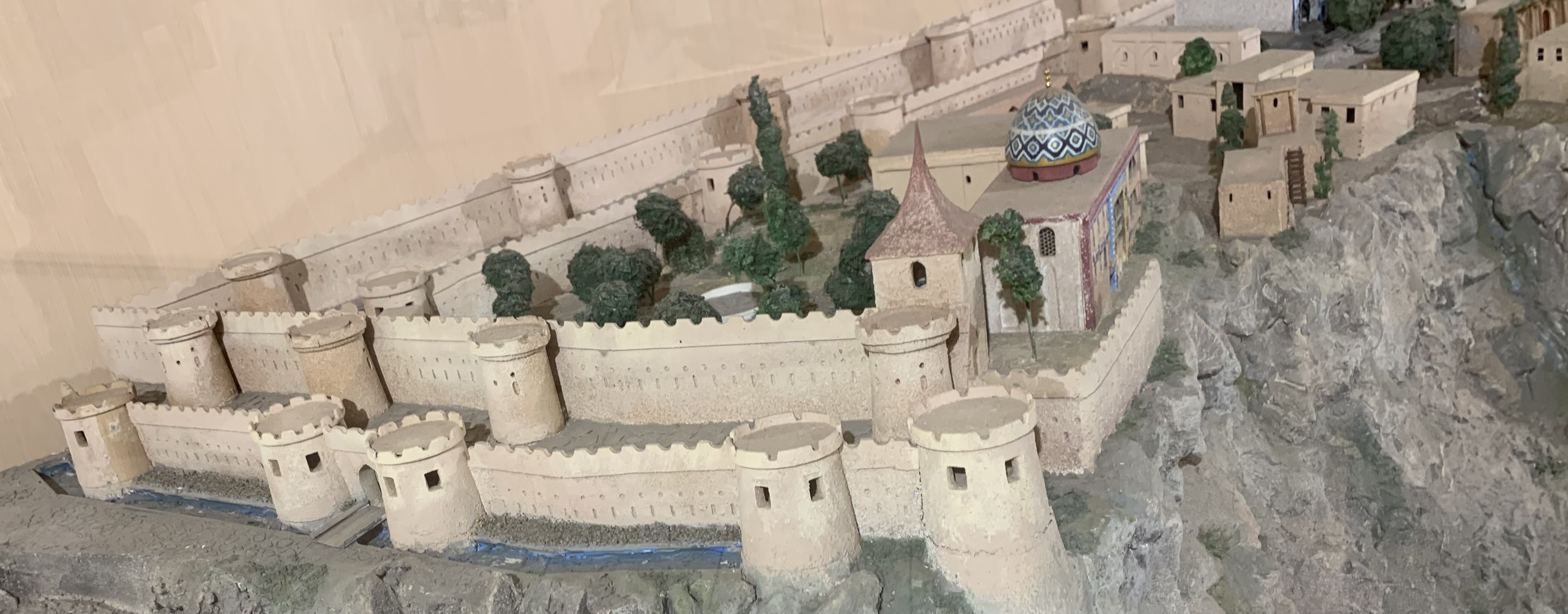
Макет Эриванской крепости
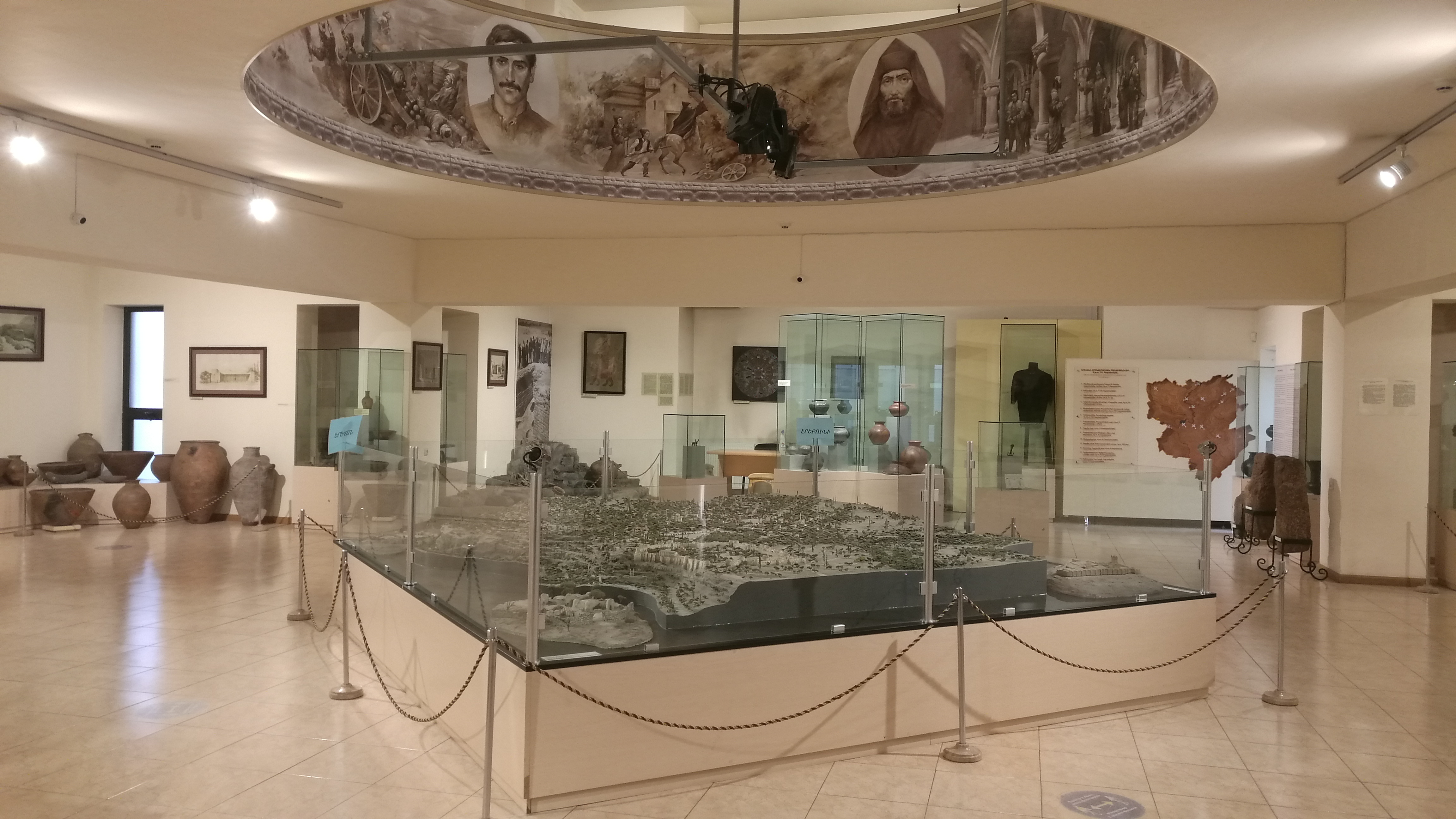
Один из многочисленных залов музея. В данном зале, например, представлен макет города